# Кола Аполлонія

Кола Аполлонія. Кожне синє коло перетинає кожне червоне коло під прямим кутом і навпаки. Кожне червоне коло проходить через два фокуси, C і D.

Кола Аполлонія — дві сім'ї кіл, такі що кожне коло першої сім'ї перетинає кожне коло другої сім'ї ортогонально. Ці кола є основою біполярної системи координат. Вперше їх описав Аполлоній із Перги, відомий грецький математик.
Кола Аполлонія задаються відрізком позначеним CD. Кола першої сім'ї (на рисунку справа синього кольору) задаються різним відношенням відстаней до точок C і D, для одного кола таке відношення стала величина.
{\displaystyle {\frac {CX}{DX}}={\textrm {const}}}
де Х — будь-яка точка на колі. Більші кола розміщуються навколо менших кіл, але вони не концентричні. Кола другої сім'ї (на рисунку червного кольору) всі проходять через точки C і D